# Lane (Oklahoma)
Lane è un census-designated place (CDP) degli Stati Uniti d'America, situato nello stato dell'Oklahoma, nella contea di Atoka.